# Rathaus (Porto)

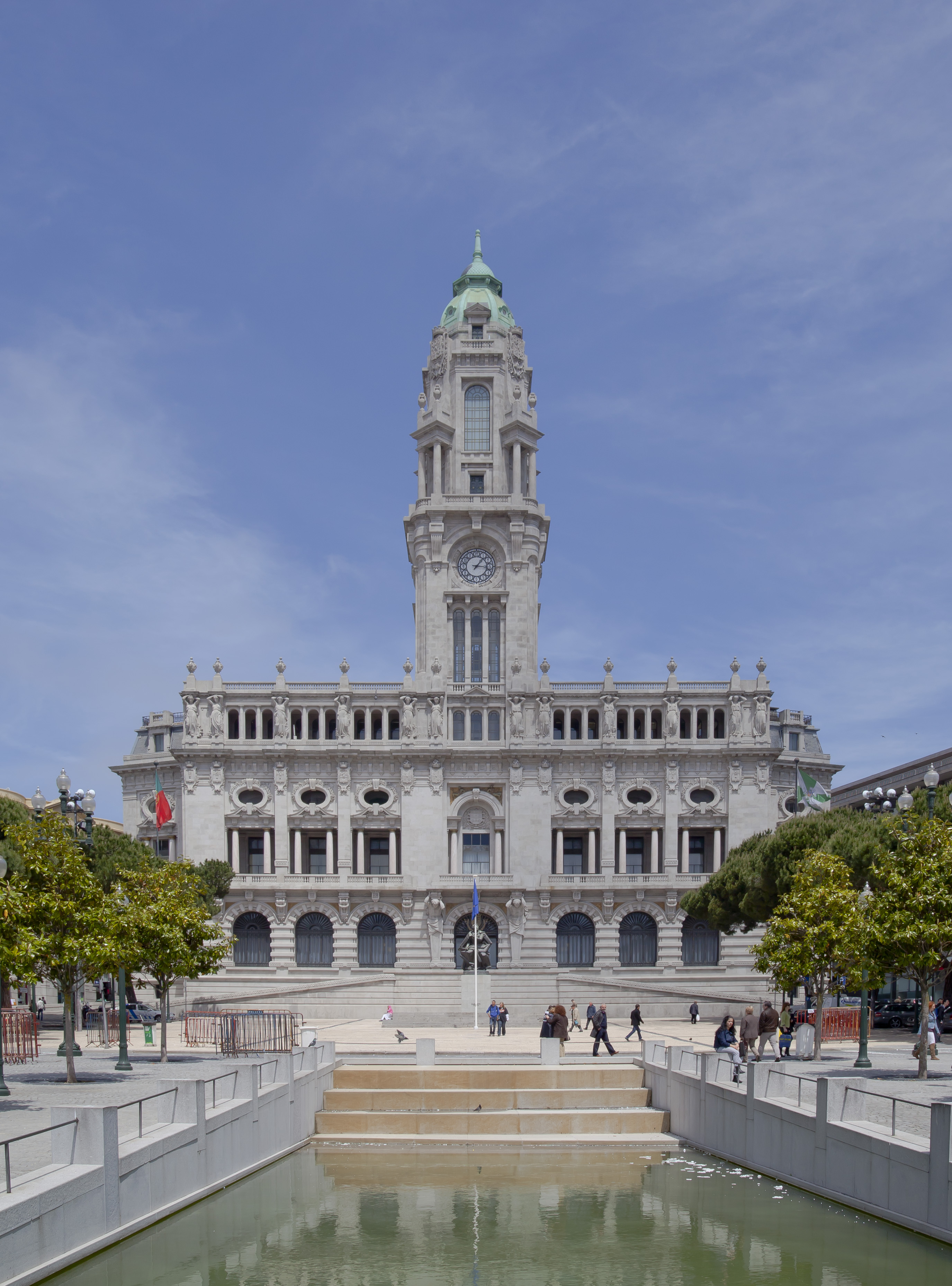
Das Rathaus von Porto

Das Rathaus von Porto (pt. Câmara Municipal do Porto) steht am äußersten Ende der Avenida dos Aliados.
Die Bauarbeiten begannen im Jahre 1920 nach Plänen des Architekten António Correia da Silva. Nach einigen Unterbrechungen wurde das Gebäude erst 1955 definitiv fertiggestellt. Es besteht aus sechs Etagen, einem Keller und zwei Innenhöfen. Exakt in der Mitte des Rathauses ragt ein 70 m hoher Turm in die Höhe. Darin befindet sich ein Glockenspiel, das über eine aus 180 Stufen bestehende Innentreppe zu erreichen ist.
Die Fassade ist aus Granit von den Steinbrüchen von São Gens und Fafe. Sie ist mit einem Dutzend von José Sousa Caldas und Henrique Moreira entworfenen Skulpturen verziert, die jeweils für Porto typische Aktivitäten zeigen, z. B. den Weinbau, die Industrie und die Navigation. Vor dem Gebäude steht eine Statue, die den Dichter Almeida Garrett (1799–1854) abbildet. Sie wurde 1954 vom Bildhauer Barata Feio angefertigt.